# Ein Hahn im Korb
Ein Hahn im Korb ist eine vom Fernsehen der DDR produzierte Komödie von Jens-Peter Proll aus dem Jahr 1978.

## Handlung
Die beiden Ehepaare Klemmer und Neubert leben zusammen in einem Zweifamilienhaus. Die Männer, Egon Klemmer und Bruno Neubert, stehen kurz vor ihrer Fahrprüfung. Einen Tag vor dem Prüfungstermin kaufen sie heimlich von Frau Stepper einen kleinen blauen Saporoshez, ohne das Wissen ihrer Ehefrauen.
Egon nutzt das neu erworbene Auto sofort für eine heimliche Probefahrt, obwohl er noch keinen Führerschein besitzt. Diese unerlaubte Spritztour bleibt nicht unbemerkt und führt zu einer Reihe turbulenter Verwicklungen und komödiantischer Missverständnisse, insbesondere weil Fahrlehrerin Gisela Neubert, Brunos Ehefrau, Egons Aktion bemerkt.
Im Mittelpunkt des Films steht der Versuch der beiden Männer, ihren Traum vom eigenen Auto zu verwirklichen, ohne dass ihre Frauen oder die Fahrlehrerin davon erfahren. Dies führt zu zahlreichen humorvollen Situationen und Verwicklungen.

## Produktion
Der Film erlebte am 7. Oktober 1978 im 1. Programm des Fernsehens der DDR seine Erstausstrahlung.